# لوپا
لوپا (به لاتین: Loppa) یک شهرداری در نروژ است که در فینمارک واقع شده‌است. لوپا ۶۸۸٫۸۷ کیلومتر مربع مساحت و ۹۴۱ نفر جمعیت دارد.